# ملیسا اورتیز
ملیسا اورتیز (انگلیسی: Melissa Ortiz؛ زادهٔ ۲۴ ژانویهٔ ۱۹۹۰) بازیکن فوتبال اهل ایالات متحده آمریکا است.
از باشگاه‌هایی که در آن بازی کرده‌است می‌توان به بوستون بریکرز اشاره کرد.
وی همچنین در تیم‌های ملی فوتبال Colombia women's national under-20 football team و تیم ملی فوتبال زنان کلمبیا بازی کرده‌است.